# .hr
Pour les articles homonymes, voir HR.
.hr est le domaine de premier niveau national (country code top level domain : ccTLD) réservé à la Croatie.
Le domaine .hr est administré par le CARNet, le réseau interuniversitaire national.